# Costumisme
El costumisme és un tipus de novel·la romàntica de finals del segle xviii i del segle xix. És representada en «quadres» breus, que retrata ambients de la societat que estan a punt de desaparèixer a causa de la gran revolució industrial.

## Característiques
Aquest tipus de novel·la sorgeix amb la intenció de conservar els aspectes tradicionals de la vida del poble. Relata tipus socials, ambients i en generalitza les peculiaritats. És subjectiu. Tenia facilitat de publicació. Eren «quadres» breus, i l'interès més gran de l'obra està en l'ús de la llengua, perquè si es falsifica el personatge o ambient, la llengua usada pels personatges serà extreta de la realitat i és, doncs, un gènere amb una llengua viva - sobretot col·loquial. Utilitza abundants frases fetes, modismes, refranys i locucions.

## Obres cèlebres
- Calaix de sastre de Rafael d'Amat i de Cortada